# Maksymilianowo (Gran Polonia)
Maksymilianowo [pronunciación en polaco: /maksɨmiljaˈnɔvɔ/] es un pueblo en el distrito administrativo de Gmina Kamieniec, dentro del Distrito de Grodzisk Wielkopolski, Voivodato de Gran Polonia, en el centro-oeste de Polonia. Se encuentra aproximadamente 7 kilómetros al este de Kamieniec, 16 kilómetros al sudeste de Grodzisk Wielkopolski, y 36 kilómetros al sudoeste de la capital regional, Poznań.
El pueblo tiene una población de 232 habitantes.